# Trichoplusia stigmatalis
Trichoplusia stigmatalis là một loài bướm đêm trong họ Noctuidae.